# Cold Spring Canyon Arch Bridge

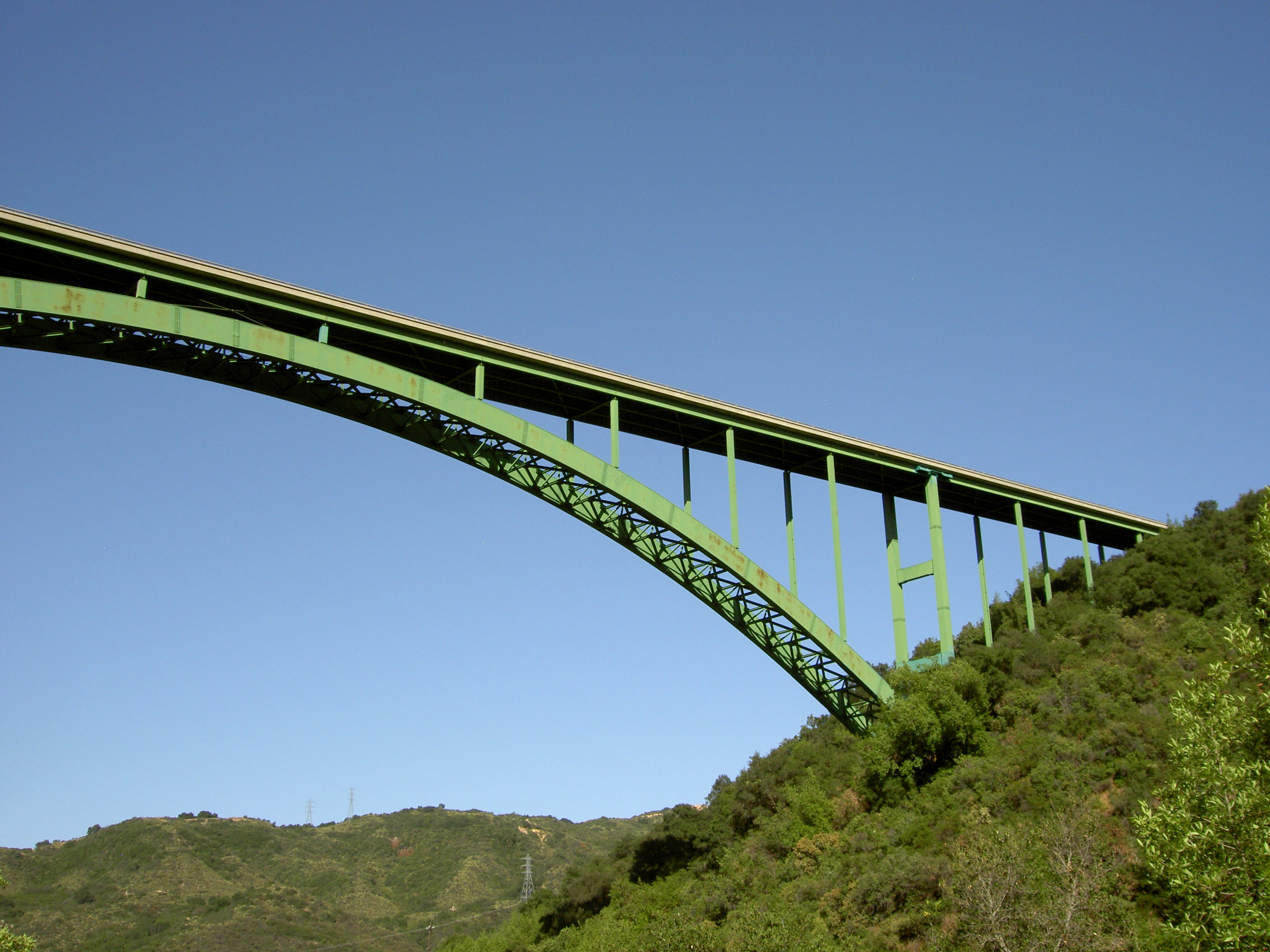
Cold Spring Canyon Arch Bridge

De Cold Spring Canyon Arch Bridge is een stalen boogbrug in de Santa Ynez Mountains in de Amerikaanse staat Californië. Ze ligt op de route van State Route 154 tussen Santa Barbara en Santa Ynez. In 2009 reden er dagelijks gemiddeld 13.500 voertuigen over de brug.
De brug werd in 1963 voltooid en geopend en won prijzen voor techniek, ontwerp en schoonheid. Momenteel is de Cold Spring Canyon Arch Bridge de boogbrug met 'ondersteund wegdek' met de vijfde langste overspanning (213 meter) ter wereld. De totale lengte bedraagt 371 meter. Het maximale hoogteverschil tussen het wegdek en de grond bedraagt 128 meter. Daarmee is het de op twee na hoogste brug van Californië, na de Foresthill Bridge (223 m) en de Pine Valley Creek Bridge (140 m).
Sinds de bouw van de brug hebben verschillende tientallen mensen zelfmoord gepleegd door naar beneden te springen. Pas in 2012 werd er een suicide barrier (een soort veiligheidsafrastering) aangebracht.